# Lucy Walter
Lucy Walter, también conocida como Lucy Barlow, (c. 1630-1658) fue una amante galesa del rey Carlos II de Inglaterra, y madre de James Scott, I duque de Monmouth. Se cree que nació en 1630, o quizá un poco más tarde, en el Castillo de Roch, cerca de Haverfordwest, en Gales, en una familia de la  aristocracia terrateniente gentry.
El rumor de que el rey Carlos II se había casado en secreto con Lucy Walter surgió durante la Crisis de la exclusión, cuando una facción protestante quería convertir a su hijo en el heredero del trono, mientras que el rey negaba cualquier matrimonio y apoyaba la reivindicación de su hermano, el duque de York.
La historia cuenta que en 1879 la Comisión de Manuscritos Históricos descubrió una vieja caja negra entre los papeles del duque de Buccleuch en Dalkeith, que contenía un contrato que demostraba que Carlos II se había casado con Lucy Walter.

## Biografía
Lucy Walter nació en una familia de la aristocracia terrateniente galesa. Era hija de William Walter (fallecido en 1650) de Roch Castle, cerca de Haverfordwest, Pembrokeshire, y de su esposa Elizabeth (fallecida en 1652), hija de John Prothero y sobrina de John Vaughan, primer conde de Carbery. Se dice que nació en el castillo de Roch en 1630. En 1644, después de que las fuerzas parlamentarias tomaran y destruyeran el castillo, Walter se refugió en Londres desde donde embarcó hacia La Haya. Algernon Sidney le contó a Jacobo II de Inglaterra, Duque de York, que había dado cincuenta piezas de oro por ella, pero que, al tener que alistarse apresuradamente en su regimiento, había perdido el trato. Su hermano, el coronel Robert Sidney, consiguió la recompensa, pero no la conservó mucho tiempo.
Durante el verano de 1648, esta "galesa privada", como la llamó Clarendon, "sin buena fama, pero guapa", cautivó al entonces Príncipe de Gales (más tarde Carlos II), que se encontraba en La Haya durante un breve periodo de tiempo por esas fechas. Tan solo tenía dieciocho años, y a menudo se la menciona como su primera amante, aunque parece que hay buenas razones para suponer que tuvo una cita ya en 1646. Jacobo II admitió la buena apariencia de Walter, añadiendo que, aunque no tenía mucho ingenio, tenía una gran cantidad de esa clase de astucia que suelen tener las de su profesión. El 9 de abril de 1649, nació en Róterdam su hijo Jacobo, futuro duque de Monmouth, que fue reconocido por Carlos II como su hijo natural.
En agosto de 1649, el escritor John Evelyn viajó con Lucy en la carroza de Lord Wilmot desde París a Saint-Germain-en-Laye, y habla de ella como "una criatura morena, hermosa y audaz, pero insípida". Durante julio y agosto de 1649 estuvo con Carlos II en París y Saint-Germain, y es posible que le acompañara a Jersey en septiembre.
En junio de 1650 Carlos II se embarcó hacia Escocia. Durante su ausencia, Walter mantuvo un romance con Theobald Taaffe, con quien tuvo una hija, Mary (nacida en 1651). Tras su derrota en la batalla de Worcester a finales de 1651, Carlos II escapó de Inglaterra y regresó al continente, dando por finalizada su relación con Walter. Trató de convencer al religioso John Cosin de que era una conversa, pero no lo consiguió. Durante unos cuatro años, se vio envuelta en un escándalo tras otro, causando tanta vergüenza a la corte real en el exilio, que a principios de 1656, cuando se encontraba en Colonia, los amigos del rey, mediante la promesa de una pensión de cinco mil libras (400 libras al año), la persuadieron para que regresara con sus hijos a Inglaterra.  Se trasladó desde Flushing y se alojó en Londres en una barbería cerca de Somerset House. El departamento de información del Lord Protector no tardó en denunciarla como sospechosa de espionaje, y a finales de junio de 1656 ella y su criada, Ann Hill, fueron arrestadas y enviadas a la Torre de Londres. El 16 de julio, tras un examen, fue dada de alta y se ordenó su deportación a los Países Bajos. Una vez en el continente, viajó a Bruselas y reanudó su extravagante estilo de vida. Su intento de utilizar a su hijo como medio para influir en Carlos fracasó. Sin embargo, después de que el partido de la corte fracasara en un intento de secuestrar al niño, se la convenció en marzo de 1658 para que lo entregara a un tutor real. En septiembre del mismo año Lucy fallece en París, probablemente de una enfermedad venérea .

## Exclusión Bill y alegaciones de matrimonio a Charles II
Entre 1673 y 1680 (mientras maduraba la agitación del Proyecto de Ley de Exclusión) se preparó una leyenda que circuló laboriosamente por el partido del país en el sentido de que Carlos se había casado legalmente con Lucy Walter. Con el paso del tiempo, se afirmó que el contrato de matrimonio se conservaba en una caja negra en posesión de Sir Gilbert Gerard, yerno de John Cosin (el propio obispo había muerto en 1672). En una novela que tuvo una gran difusión, fue el diseñador Príncipe de Purdino quien aconsejó a su hermano, el rey Conrado de Otenia, que se casara con la bella "Lucilio", pero que, para no disgustar a los otenianos, lo hiciera con la mayor privacidad imaginable, y en presencia de sólo dos testigos, él mismo y el sacerdote (Cosin). Sir Gilbert Gerard, convocado ante una reunión extraordinaria del Consejo Privado convocada por el rey Carlos II, declaró que no sabía nada de tal contrato matrimonial; y el rey emitió tres declaraciones negando el matrimonio (enero, marzo y junio de 1678). Una de estas declaraciones, firmada por dieciséis consejeros privados, fue inscrita en el libro del consejo y registrada en la cancillería 

## Literatura popular
- Su descendiente, Lord George Scott, publicó una biografía titulada Lucy Walter: Esposa o Amante (En inglés Lucy Walter Wife or Mistress). Londres: George G. Harrap & Co. Ltd, 1947.
- La novelista Elizabeth Goudge publicó una novela sobre Lucy, El niño del mar (En inglés The Child From The Sea)
- En el año 2003 hubo un documental de televisión El Chico Que Pudo Haber Sido Rey (en inglés The Boy Who Would Be King), Sandra Darnell hace de Lucy Walter.